# Journal of a Voyage to New South Wales
Journal of a Voyage to New South Wales (abreviado J. Voy. N.S.W.) es un libro con ilustraciones y descripciones botánicas que fue escrito por el cirujano, botánico y  explorador inglés John White y publicado en el año 1790. Fue reimpreso en 1971.